# هارفي بي. هيرد
هارفي بي. هيرد (بالإنجليزية: Harvey B. Hurd)‏ هو محامي أمريكي، ولد في 1828، وتوفي في 1906.